# 让-巴蒂斯特·卡尔波

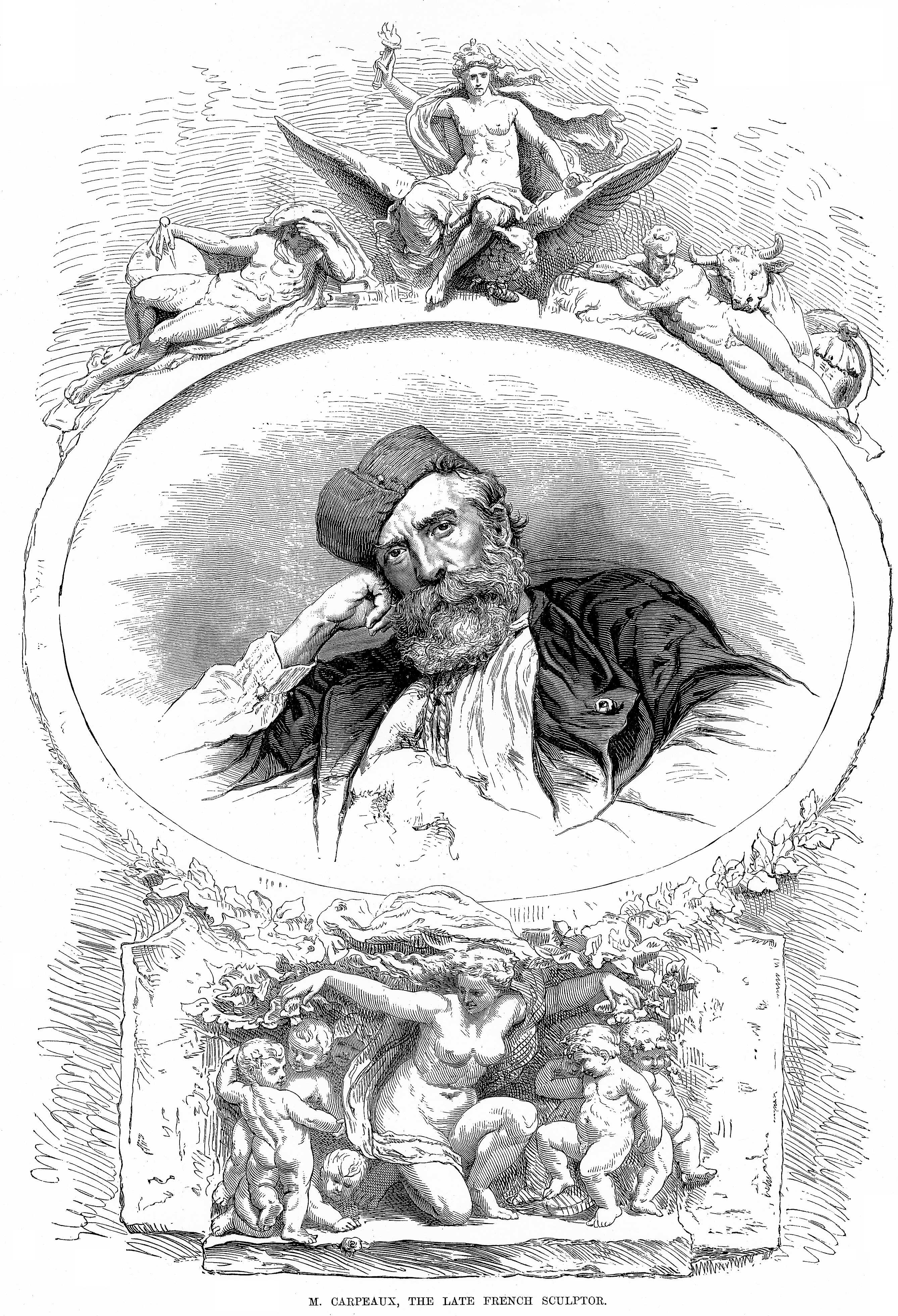
让-巴蒂斯特·卡尔波

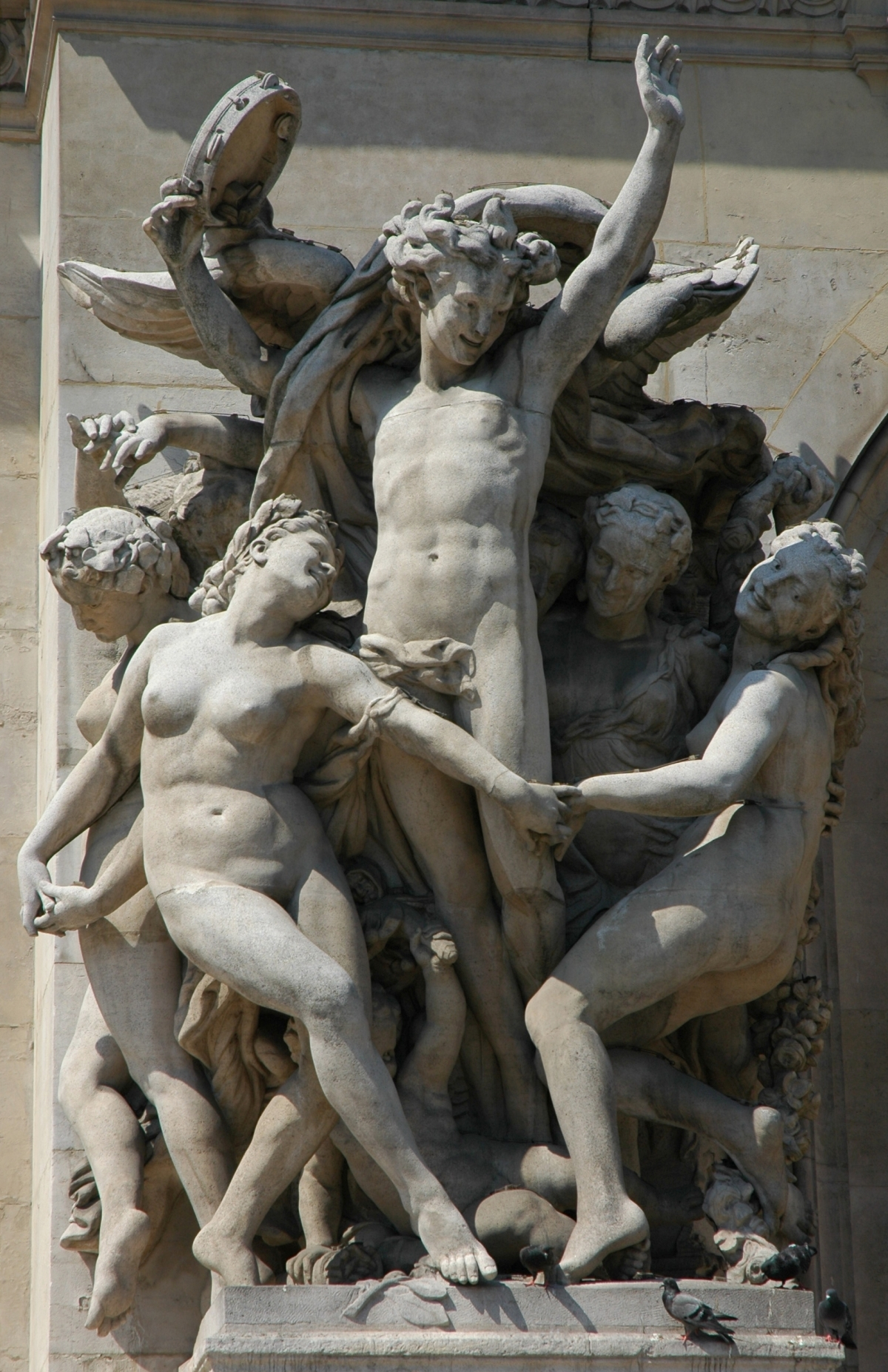
巴黎歌剧院前的雕塑《舞蹈》

让-巴蒂斯特·卡尔波（Jean-Baptiste Carpeaux，1827年5月11日—1875年10月12日）是法国浪漫主义时期的雕塑家和画家。
他出生于法国北部的瓦朗謝訥，后移居巴黎西郊的库伯布瓦，早年追随法国雕塑家吕德学习雕塑。1854年获得去罗马的奖学金，在罗马学习直到1861年，学习巴洛克的风格比较成熟。1861年他为玛德琳公主制作了一个半身雕像，得到了拿破仑三世的赏识，接受几个委任，为巴黎歌剧院装饰，1869年他创作的群像《舞蹈》放在歌剧院门前右面，受到许多卫道者的非议。
他的最后一件作品是放在朱里安广场的《地球四极》喷泉，由象征亚洲、欧洲、北美和非洲的四个人像托起地球，完成主要题材后即去世，后来由其他雕塑家继承完成，增加了8匹奔马和海龟、海豚等。

## 外部連結
- A page from insecula.com listing more views of Carpeaux's works （页面存档备份，存于） (it may be necessary to close an advertising window to view this page)
- A page analysing Carpeaux's Ugolino, with numerous illustrations
- Europe in the age of enlightenment and revolution （页面存档备份，存于）, a catalog from The Metropolitan Museum of Art Libraries (fully available online as PDF), which contains material on Carpeaux (see index)